# 羊水
羊水（amniotic fluid，waters）又称胎水，是羊膜囊内的液体，胎儿被其包围并在其中发育，可减缓外来的冲击，分娩时有润滑产道的作用。
羊水最早由羊膜上皮分泌而来，当羊膜壁上出现血管后，部分羊水来自血管渗透，当胚胎出现吞咽和泌尿功能后，羊水便开始了动态循环。妊娠后期，胎儿的胎脂、脱落上皮、胎粪等也进入羊水。足月胎儿的羊水量为1000mL左右。
羊水讓胚胎能夠自由活動，不會讓子宮壁壓得太緊。羊水也提供浮力。此外，由於水的比熱容高，羊水能提供胎兒一個恆定溫度的環境。
羊膜在受精兩週後開始成長並且灌水。再過10週後液體包含蛋白質、碳水化合物、脂質與磷脂質、尿素與電解質。到懷孕中期胚胎會在羊水中呼吸，並且發育肺與胃腸道。
羊膜破裂時會有些水流出體外（俗稱為破水）。大部分的水還是留在子宮內直到胎兒出生。